# Mabinty Sylla

a Compétitions nationales et continentales officielles uniquement.

Dernière mise à jour le 8 février 2023.
Mabinty Sylla, née le 3 février 2000, est une joueuse française de rugby à XV évoluant au poste de deuxième ligne au Stade bordelais.

## Biographie

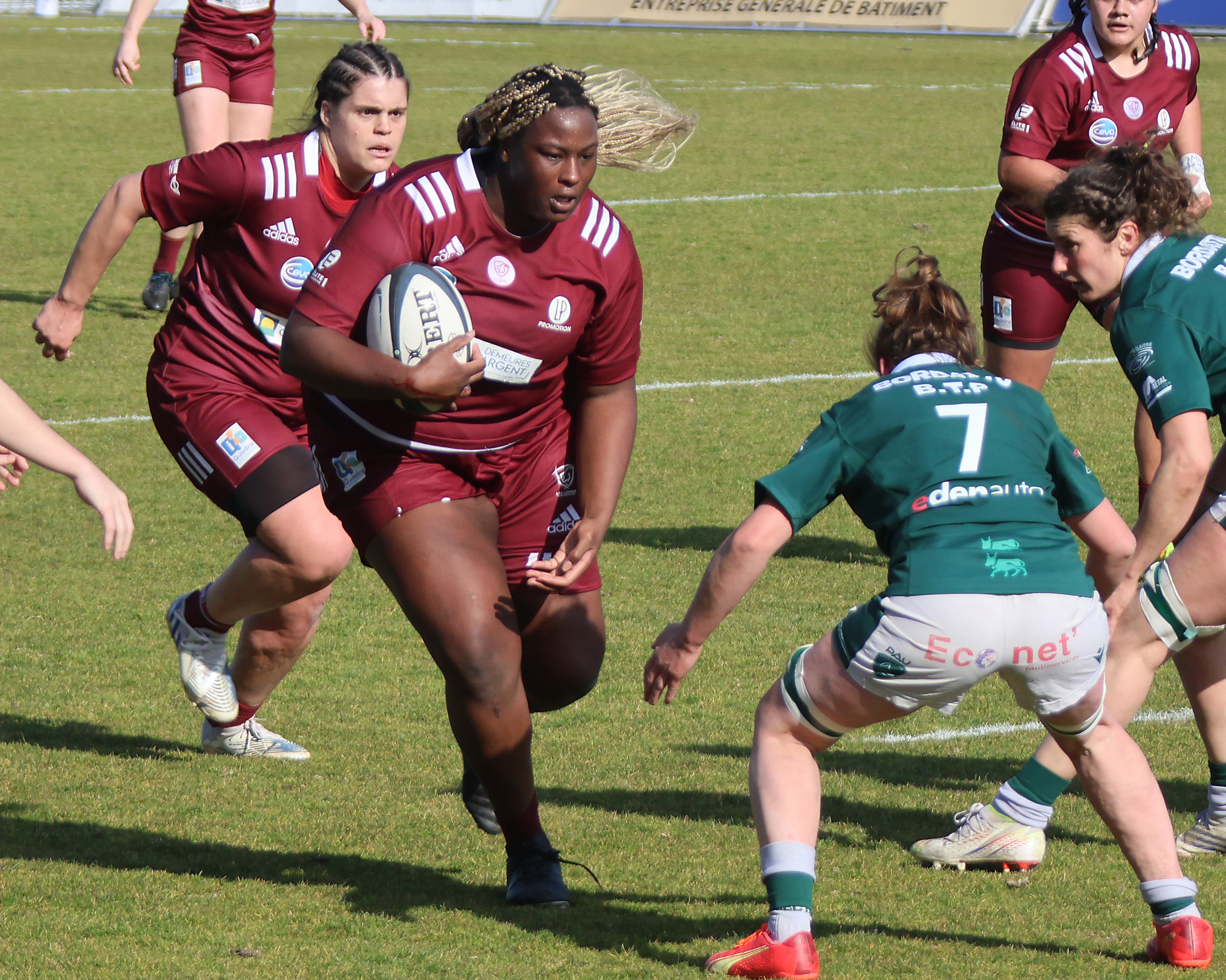
Mabinty Sylla en mars 2023.

Mabinty Sylla commence le rugby en 2013 avec l'Union sportive Avignon Le Pontet rugby Vaucluse. Elle quitte sa région natale à l'âge de 14 ans pour s'entraîner au pôle Espoirs de Toulouse et jouer au club de Blagnac rugby féminin à partir de 2015, puis rejoint les Lionnes du Stade bordelais en 2022.
En février 2023 elle est sélectionnée dans le groupe de 40 joueuses pour la préparation du Tournoi des Six Nations et est confirmée un mois plus tard dans le groupe définitif.
Avec son équipe du Stade bordelais elle remporte le championnat de France Élite 1 2022-2023 : elle participe notamment à la finale victorieuse des Lionnes contre le club Blagnac rugby féminin le 10 juin 2023, qui clôt une saison de douze victoires en treize matchs.
En 2020 elle poursuit des études en deuxième année d’un BTS Services et prestations des secteurs sanitaire et social.

## Palmarès

### En club
- Championne de France cadette[Quand ?] avec Blagnac[7].
- Championne de France Élite 1 2022-2023 avec les Lionnes du Stade bordelais.